# Through the Ghost
Singles de Shinedown
Miracle
(2013)
Through the Ghost est le vingtième single du groupe Shinedown et le septième de l'album Amaryllis sorti en 2012.

## Classements
| Classement (2013)            | Meilleure position |
| ---------------------------- | ------------------ |
| États-Unis (Mainstream Rock) | 22                 |

## Liste des chansons
| 1.   | Through the Ghost | 4:01 |
| 2.   | Amaryllis         | 4:04 |
| 8:05 |                   |      |